# Bryonora malvinae
Bryonora malvinae är en lavart som beskrevs av Fryday. Bryonora malvinae ingår i släktet Bryonora och familjen Lecanoraceae.   Inga underarter finns listade i Catalogue of Life.